# 小松政夫
小松政夫（1942年1月10日—2020年12月7日），原名，是出身于日本福岡縣福岡市的搞笑藝人、演員。
1961年以演員作為目標進東京，在魚河岸等等經驗了各種各樣的職業。在当汽車推銷員的時候，成為著名喜劇演員植木等的隨從兼經理人，此後進入藝能界。2020年12月7日，因肝細胞癌病逝，享壽78歲。

## 主要演出作品

### 電視劇
- 《等你說愛我》
- Home and away第5集客串
- 派遣女王

### 电视广告
- 鹽豆大福･石村萬盛堂

## 參看
- 伊東四朗
- 冰糖樂隊
- 隧道頭